# Madhupur Upazila
Madhupur Upazila är ett underdistrikt i Bangladesh. Det ligger i den centrala delen av landet, 110 km norr om huvudstaden Dhaka.
Trakten runt Madhupur Upazila består till största delen av jordbruksmark. Runt Madhupur Upazila är det tätbefolkat, med 849 invånare per kvadratkilometer.